# Mitte-Nord

L'arrondissement (en rouge) au sein de la ville de Francfort-sur-le-Main

Les subdivisions de l'arrondissement

Mitte-Nord  ou, en forme longue, Frankfurt-Mitte-Nord est un arrondissement de Francfort-sur-le-Main.